# 정마호
정마호(鄭耱豪, 2005년 1월 14일~)는 대한민국의 축구 선수이다.

## 구단 경력
2023년 12월 25일, K리그2의 충남 아산 FC에 입단했다.